# Volkmar Fritz
Volkmar Fritz (* 12. Februar 1938 in Düren; † 21. August 2007 in Bad Schwartau) war ein deutscher Biblischer Archäologe.

## Leben und Wirken
Volkmar Fritz studierte zunächst Evangelische Theologie an der Universität Tübingen, der Freien Universität Berlin, der Universität Heidelberg, der Universität Marburg und der Universität Bonn. 1964 studierte er als einer der ersten nichtjüdischen Deutschen nach dem Holocaust im Staat Israel. Seine Fachrichtung, die er an der Universität Jerusalem belegte, war die Archäologie des „heiligen Landes“, sein wichtigster Lehrer in Israel war Yohanan Aharoni. Mit ihm nahm er 1965 und 1967 an den Ausgrabungen der Tempelanlagen von Arad teil. 1968 promovierte er in Marburg über Israel in der Wüste. Traditionsgeschichtliche Untersuchungen der Wüstenüberlieferung der Jahwisten. 1973 erfolgte an der Universität Mainz die Habilitation für evangelische Theologie. Das Thema der Habilitationsschrift war erneut archäologischer Natur und bezog sich auf die Forschungen in Arad: Tempel und Zelt. Studien zum Tempelbau in Israel und zu dem Zeltheiligtum der Priesterschrift.
Während seiner Mainzer Lehrtätigkeit, schließlich als Professor, baute er eine umfassende Bibliothek zur biblisch-archäologischen Forschung auf, die zu einer der wichtigsten Forschungseinrichtungen zu diesem Thema in Europa wurde. Seine Schüler prägen das heutige Bild der biblischen Archäologie in Deutschland. Seit 1972 war er als erster Deutscher Leiter einer Ausgrabung in Israel. In der Negev-Wüste forschte er bei Tel Masos zu den Anfängen des israelitischen Volkes. Weitere Ausgrabungen führten ihn an den See Genezareth, wo er von 1982 bis 1985 und nochmals von 1994 bis 1999 wissenschaftliche Ausgrabungen im Bereich des Tell el-Oreme leitete.
Fritz legte hier die Grundlagen für die besonders guten Beziehungen zwischen den archäologischen Kreisen in Israel und Deutschland, die unbelastet von historischen Problemen sind. Hervorgehoben wird in diesem Zusammenhang auch Fritz’ seriöse Arbeitsweise, die keinen religiösen Eifer, Vorurteile oder vorschnelle Urteile in sich berge.
1987 übernahm Fritz den Lehrstuhl für Altes Testament und Biblische Archäologie am Institut für Evangelische Theologie der Universität Gießen, den er bis zur Emeritierung im Jahre 2003 innehatte. In den Jahren von 1994 bis 1999 übernahm Fritz auch die Leitung des Deutschen Evangelischen Instituts für Altertumswissenschaft des Heiligen Landes in Jerusalem, wozu er von seiner Gießener Lehrtätigkeit beurlaubt wurde. Bei seinen Studien in den Ausgrabungen befasste er sich hauptsächlich mit dem Zeitraum der Eisenzeit im Gebiet des heutigen Staates Israel. Dabei entwickelte er eine besondere Fähigkeit, sich mit den architektonischen Fragestellungen der ausgegrabenen Reste der Gebäude, ihrer Konstruktion und Art der Nutzung zu befassen.
Zu Fritz’ Schülerinnen und Schülern gehören Roland Deines und Anke Joisten-Pruschke.

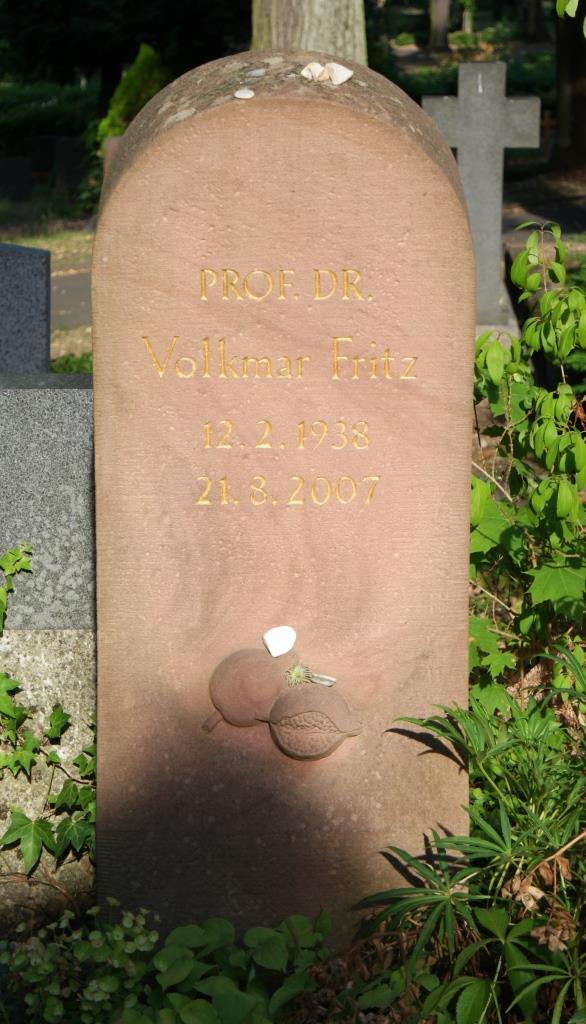
Grab von Volkmar Fritz auf dem Hauptfriedhof Mainz

Fritz war zweimal verheiratet und hatte drei Töchter aus erster Ehe sowie einen Sohn.

## Schriften (Auswahl)
- Israel in der Wüste. Traditionsgeschichtliche Untersuchungen der Wüstenüberlieferung der Jahwisten. Elwert, Marburg 1970  (Marburger theologische Studien 7).
- Einführung in die biblische Archäologie. Wissenschaftliche Buchgesellschaft, Darmstadt 1985, ISBN 3-534-09065-9.
- Kleines Lexikon der biblischen Archäologie. Christliche Verlags-Anstalt, Konstanz 1987, ISBN 3-7673-7626-1 (Bibel, Kirche, Gemeinde, Bd. 26).
- (Hrsg.) Kinneret. Ergebnisse der Ausgrabungen auf dem Tell el-ʿOrēme am See Gennesaret 1982–1985. Harrassowitz, Wiesbaden 1990, ISBN 3-447-03049-6 (Abhandlungen des Deutschen Palästina-Vereins, Bd. 15).
- Die Stadt im alten Israel. C.H. Beck, München 1990, ISBN 3-406-34578-6 (Beck's archäologische Bibliothek).
- Das Buch Josua. Mohr, Tübingen 1994, ISBN 3-16-146089-8 (HAT/Handbuch zum Alten Testament. Reihe 1, 7).
- Das erste Buch der Könige, TVZ, Zürich 1996 (Zürcher Bibelkommentare, Bd. 10/1).
- Das zweite Buch der Könige, TVZ, Zürich 1998 (Zürcher Bibelkommentare, Bd. 10/2).
- Die Entstehung Israels im 12. und 11. Jahrhundert v. Chr. Kohlhammer, Stuttgart u. a. 1996, ISBN 3-17-012331-9 (Biblische Enzyklopädie, Bd. 2).
- Studien zur Literatur und Geschichte des alten Israel. Katholisches Bibelwerk, Stuttgart 1997, ISBN 3-460-06221-5 (Stuttgarter biblische Aufsatzbände, Bd. 22).